# Baia de Arieș
Pour les articles homonymes, voir Baia.
Baia de Arieș (en allemand : Offenburg et en hongrois : Aranyosbánya) est une ville du județ d'Alba en Roumanie. Sa population s'élevait à 3 461 habitants en 2011.

## Démographie
Lors du recensement de 2011, 96,9 % de la population se déclarent roumains (2,45 % ne déclarent pas d'appartenance ethnique et 0,63 % déclarent appartenir à une autre ethnie).

## Politique
| Parti | Parti                                      | Sièges |
| ----- | ------------------------------------------ | ------ |
|       | Parti national libéral (PNL)               | 5      |
|       | Alliance des libéraux et démocrates (ALDE) | 5      |
|       | Parti social-démocrate (PSD)               | 3      |